# 野村耕三
野村 耕三（のむら こうぞう、1929年〈昭和4年〉10月14日 - 2001年〈平成13年〉10月15日）は、日本の作詞家、放送作家、脚本家である。日本作詩家協会理事を歴任した。本名同、ペンネームに山野 良夫（やまの よしお）がある。

## 人物・来歴
1929年（昭和4年）10月14日に生まれる。明治大学政治経済学部を卒業後、大蔵事務官に任官（昭和26年）、東京国税局　国税調査官などとして働いた経歴を持つ。
1960年（昭和35年）、西河克己監督、児井英生プロデュースの映画『俺の故郷は大西部』に本名で原作を提供、翌1961年（昭和36年）の野口博志監督、児井プロデュース作『早討ち無頼 大平原の男』以降、「山野良夫」名義で原案・原作を提供する。1962年（昭和37年）、野口監督・児井プロデュースの『惜別の唄』では共同脚本に名を連ねる。
その後、ラジオ・テレビの番組構成や、レコードの解説原稿や随筆等を執筆する。
1984年（昭和59年）からは作詞家として作品を発表し始め、北島三郎などに詞を提供した。
2001年（平成12年）10月15日、死去した。満72歳没。作詞家としての遺作は辰巳幸次郎の『葉がくれ』。

## フィルモグラフィ
- 『俺の故郷は大西部』 : 監督西河克己、脚本山崎巌、1960年 - 原作
- 『有難や節 あゝ有難や有難や』 : 監督西河克己、脚本山崎巌、1961年 - 原作
- 『早討ち無頼 大平原の男』 : 監督野口博志、脚本柳瀬観、1961年 - 「山野良夫」名義・原案
- 『黒い傷あとのブルース』 : 監督野村孝、脚本山崎巌・吉田憲二、1961年 - 「山野良夫」名義・原作
- 『北帰行より 渡り鳥北へ帰る』 : 監督斎藤武市、脚本山崎巌、1962年 - 「山野良夫」名義・原作
- 『惜別の唄』 : 監督野口博志、共同脚本山崎巌、1962年 - 共同脚本

## 作詞作品
- 北島三郎
  - 川（1987年）
  - 拳（1993年）
  - 竹（1997年）
  - 風よ（2007年）
- 三沢あけみ
  - 惚れたよ（1986年）
  - 渡り鳥（1987年）
  - 恋銀河（1992年）
- 天童よしみ
  - あばれ玄海（1988年）
- 瀬川瑛子
  - 連理の枝 （2001年）

## 著書
- 『波濤のうた―初代・浜田喜一物語』（1982年）みんよう春秋社　-単著
- 『日本民謡大百科　上　下』（1983年）ぎょうせい　-共編著

## 註
1. ↑  安らかなご永眠をお祈りいたします 2001年、日刊スポーツ、2010年1月3日閲覧。
2. ↑  総おどり 葉がくれ - 辰巳幸次郎、Yahoo! ミュージック、2010年1月3日閲覧。